# Bocskai István Gimnázium (Hajdúböszörmény)
A  Bocskai István Gimnázium Hajdúböszörmény főterén található. A város egyetlen gimnáziuma.

## A gimnázium története

### A partikula (1621–1865)
A Debreceni Református Kollégium közvetlen függőségében működő, általános tantervű négyosztályos iskola. Az iskoláról az első adat 1621. május 5–6-ról való. A Reddictus Ecclecticus című összeírás a debreceni rektor után rögtön a böszörményit említi. Feltételezhető, hogy eme időpont előtt is volt iskola Böszörményben, de erre egyelőre nincs adatunk.
Az iskola a debreceni Kollégium partikulája volt. Szerves része nemcsak az egész tudományos műveltség egyetemének, hanem a kultúrát teljes összefüggésben közvetítő anyaiskolának. Mintha a debreceni iskolának kihelyezett osztályai lettek volna. Azokból kerültek ki rektoraik, preceptoraik, azoktól vették a tankönyveket, iskolai törvényeiket, élelmezésük módját éppen úgy, mintha csak az anyaiskola elöljárósága szabályozta volna összes tevékenykedésüket.
Az oktatás nyelve a latin volt. 1831-ben vetődött fel a nemzeti iskola igénye a presbiteri gyűlésen. „Régtől fogva való óhajtása a helybeli elöljáró uraknak, nemcsak mert a magyar nyelvnek országszerte való virágoztatásának, intézései által felserkenő igyekezete, hogy ezen ecclésia kebelében is nemzeti oskola állíttassék fel, hogy azokból kikerülendők szintúgy tudományos isméretekkel gazdagíttatva, mint azok, akik Deák oskolát végeztek.”
A nemzeti „oskolát” 1832-ben állították fel, egy évvel a debreceni előtt. A nemzeti iskola mellett működött deák (latin) iskola is. A magyar tanítási nyelvű iskola a maga öt évfolyamával a későbbi eleminek az elődje, a deák iskolában egyre határozottabban lehet felismerni a későbbi gimnázium körvonalait. A kétnyelvű oktatás Böszörményben csak egy évig tartott, mert 1833-tól végleg magyar lesz a tanítási nyelv.
Az 1848–49-es forradalom és szabadságharc után az osztrák kormány németté akarta tenni a magyar iskolák nyelvét, egy bizonyos átmeneti idő után be akarta vezetni (be is vezette) a szaktanári rendszert, az érettségi vizsgát, lerakta a gimnáziumi képzés alapjait. A kormányrendeletnek (Entwurf) magyarellenessége mellett azért voltak a polgárosodást elősegítő elképzelései is. Az egyház egyrészt ellenzékiségből, másrészt anyagi okok miatt nem vállalta az Entwurf által előírt kötelezettségeket. Az iskola elődje, lemondva a nyilvánosság jogáról a szabadságharc bukása után néhány évig mint Magán Középtanoda működött. A 19. század közepére a partikula válságba jutott.
A partikula nevesebb rektorai voltak: Harangi Miklós (1712–1714); Diószegi Sámuel (1784–1787), a későbbi debreceni lelkész, tudós botanikus; Szeremlei Sámuel (1858–1861), a protestáns történeti irodalom tevékeny alakja. A rektorok sorát Kozma Sándor, későbbi igazgató zárja be.

### Az algimnázium (1865–1904)
Az algimnáziumban szakrendszerű tanítás folyt, szaktantervvel és szaktanári karral, de érettségi bizonyítványt nem adott. A VII.–VIII. osztályba más helyre kellett beiratkozniuk a diákoknak. A gimnázium igazgatója KOZMA SÁNDOR volt (1865–1900) és PÉTER KÁROLY (1900–1903). Az algimnázium már a mai épületében működött. 1856-ban a közbirtokosság az új iskola építésére 200 hold föld évi bérletét ajánlotta fel. SILLYE GÁBOR, a Hajdúkerület főkapitánya, a város megbízásából eladta a város államkölcsönkötvényeit. Ebből a 110 042 forintból segítették a takarékpénztár alapját. Ennek az összegnek egy részéből építették meg a hatosztályos gimnáziumot. A VECSEY IMRE által tervezett romantikus stílusú épület átadására 1865. október 25-én került sor. Az épület homlokzatára a következő mondat került: „A tudományoknak emelte Hajdúböszörmény város közönsége és a hajdú birtokosság.”
1883-ban hat, az azt követendő esztendőben hét tanári állást szerveztek. A tanulói létszám 100 fő körül mozgott. 1902-ben nyílt meg a VII. osztály.

### A főgimnázium (1904–1948)
Nyolcosztályos, érettségi bizonyítványt adó református főgimnázium, amely nem függ a debreceni Református Kollégiumtól, de jó kapcsolat van a két intézmény között. Az új korszak kezdetét jelentette az első érettségi vizsga 1904. június 27–28-án DÓCZI IMRE egyházkerületi gimnáziumi felügyelő elnöklete mellett. Az intézmény 1912-ben vette fel a Bocskai-főgimnázium nevet. 1914-ben az Országos Református Lelkész Egyesület (ORLE) létrehozott egy 120 személyes fiúinternátust református lelkész- és tanítóárvák számára. A Kálvineum azáltal, hogy diákjai az ország minden részéből, sőt a határon túlról is verbuválódtak, hozzájárult a város országos megismertetéséhez, bizonyos értelemben kultúrközponttá vált, amelynek szemléletét a tehetségmentés határozta meg. A gimnázium tanítványa volt DR. BALTAZÁR DEZSŐ tiszántúli református egyházkerületi püspök, akinek későbbi támogatását is élvezte az egyre nevesebbé váló intézmény.
A leányok nyilvános tanulóként az 1915/16-os iskolai évben járhattak először gimnáziumba. A tanteremben külön ültették őket, szünetekben a lányszobában tartózkodtak. Csengetés után a tanárral együtt kötelesek voltak elhagyni a termet. Az iskolában kevés lány tanult, az 1937/38-as iskolai évben a gimnázium 314 tanulójából mindössze 28-an voltak.
A gimnázium működését a város és a református egyház támogatásán túl az állami segélyek, a komoly saját vagyon és a kiterjedt alapítványi rendszer segítette. A gimnázium a 20. század első évtizedeiben elfoglalta az épület mindkét szintjét. Jól felszerelt szertárakkal rendelkező szaktantermei és tekintélyes könyvtára volt.
A színvonalas oktatómunkáról a rendszeresen kiadott évkönyvek tájékoztatnak. A korszak igazgatói: iskolateremtő KÖBLÖS SAMU (1903–1938); RÁCZ JENŐ (1938–1942); DR. SARKADI NAGY JÁNOS (1942–1948)

### Az állami gimnázium (1948–1990)
1948. július 7-én DR. SARKADI NAGY JÁNOS, nyugdíjba vonuló igazgató bejelentette a gimnázium államosítását. Bevezették az orosz nyelv kötelező tanítását. Az 1960-as években a gimnázium is ún. 5+1-es rendszerben működött, politechnikai képzéssel, azaz a tanulók heti egy napot (akkor még hatnapos volt a tanítási hét) termelőmunkával töltöttek.
1971. október 16-án avatták fel a Megyei Középiskolai Munkás-Paraszt Kollégiumot. A város és a megye több üzeme, termelőszövetkezete, közülete biztosította azt az alapítványi rendszert, amely lehetővé tette, hogy a tanulók hatékony segítséget kapjanak szellemi fejlődésükhöz, az iskolai tananyagon túli ismeretek megszerzéséhez.
Az 1974/75-ös tanévben történt meg – a Művelődési Minisztérium engedélyével – a fakultatív tantárgycsoportos kísérlet bevezetése. A fakultatív rendszer lényege az volt, hogy a diák két tárgyat nagyobb óraszámban tanulhatott a III. és IV. évfolyamon nyilvánvalóan azt, amelyikből tovább akart tanulni.
A gimnázium ebben az időszakban nyeri el mai arculatát két felújítással (az 1960-as években, majd a 70-es és 80-as évek fordulóján), illetve 1988-ban négy tanteremmel való bővítéssel. Szaktantermi rendszer épült ki, komoly, a kor színvonalának megfelelő technikai felszereléssel.
A korszak igazgatói: MIHÁLY JÁNOS (1948–1979); BALLA GÉZA (1979–1984); CSIHA LÁSZLÓNÉ (1984–1992)

### Az önkormányzati gimnázium (1990-2002)
1990-ben a politikai rendszerváltással az új önkormányzat a gimnázium fenntartójává is vált. A helyi közélet közvetlen befolyással bírt a gimnázium életére, jobb esetben a szakmaiság, s nem a politika befolyásolta a pedagógiát. Az önkormányzat elkötelezett volt történelmi középiskolája iránt. Az önkormányzati irányítás egyfajta szegénységet hozott magával, mivel ebben a bő évtizedben sem az épületben, sem az infrastruktúrában fejlesztés nem történt. Az önkormányzat csupán a felújítást, az állagmegóvást tudta magára vállalni a költségvetési keretből. A fejlesztés alapjai egyre inkább a szakképzési, alapítványi és pályázati források és támogatások lettek. Ebben az évtizedben újra népszerű formává vált az alapítványi rendszer: 7 nyitott és 2 zárt alapítványt hoztak létre egykori tanítványok és tanárok. A forrásbővítés legfontosabb eleme a pályázatírás lett. Az évtized alatt több tízmilliós szellemi és vagyoni értéket köszönhetnek a sikeres pályázatoknak.
A leglátványosabb az informatikai fejlesztés volt: számítógépes tantermek, belső hálózat, virtuális kommunikáció, irodatechnikai gépek, új információhordozók jelentek meg, majd az oktatásba is bevonultak.
Ezekben az években középiskolai expanzió valósult meg. A tanulók létszáma majd megkétszereződött: 400 főről 700 főre emelkedett, köszönhetően az emelt szintű képzés és a nyolc évfolyamos oktatás bővülésének. A bővülés a helyi és a környékbeli tanulók jelentkezését hozta magával. A megyei vagy regionális beiskolázásban sorra alulmaradt a gimnázium Debrecen megyeszékhelyi előnyeivel és iskolavárosi kisugárzásával szemben. Végül 2002-ben történelmi kollégiumát is elveszítette.
A gimnázium nyitottá vált, s egyre szélesebb és többrétű kapcsolatot épített: testvériskolai rendszerét bővítette a hajdúvárosok felé, az európai uniós államok középiskolái felé (Németország, Olaszország, Lengyelország, Litvánia). Jó kapcsolatokat ápolt a munkaadók és a munkaerőpiac képviselőivel, pl. GE Hungary helyi gyárával és más fontos böszörményi cégekkel. Meghatározóvá vált az iskolahasználók (szülők, tanulók) jogainak szélesülése, érdekeinek artikulált megjelenése: az újjáalakult iskolaszék és diákönkormányzat.
A hagyományápolás fontos iskolai küldetésükké vált a 90-es években. Nagyban hozzájárult ehhez a 375 éves évforduló megrendezése 1996-ban, mely sok-sok egykori évfolyam méltó ünneplése volt. Hosszú idő után rendszeresen megjelentek gimnáziumi kiadványok: a jubileumi évkönyv, diákzsebkönyv, honismereti könyv, a helybeli zsidóság történetének leírása.
Az 1980-as évek végétől reformok sora jelent meg a magyar közoktatásban. Ebbe a folyamatba a Bocskai István Gimnázium késve, de annál nagyobb intenzitással kapcsolódott be. A pedagógiai innováció jó alapokon hamar megerősödött. 
Ennek állomásai: 
- 1990-91. A korosztályos belső vizsgák rendszerének kidolgozása;
- 1992-93. Egyéni arculat megteremtése a képzésben: emelt szintű oktatás tanterveinek megírása (magyar, történelem, matematika, számítástechnika, idegen nyelv, rajz és vizuális nevelés); * 1993-96. Egyedi tantárgyi pedagógiai és nevelési programok: vallástörténet, média, számítástechnika, szabadidő-szervezés;
- 1994. A 8 évfolyamos képzés bevezetése;
- 1996-98. Szakmai képzések indítása a 13-14. évfolyamokon, a felnőttképzés átalakítása;
- 1999-2004. Minőségbiztosítás, minőségfejlesztés (Comenius I. és II.).

Szakmailag a megújulás, a gyors váltások és reformok évtizede volt, amely az intézményben GYULAI EDIT igazgatónő (1992–2002) által irányított munkához köthető.

## A gimnázium képzési szerkezete
- Nyolcévfolyamos gimnázium (8 évfolyam)
- Emelt szintű oktatás angol/német nyelvből (4 évfolyamos + 1 évf. nyelvi előkészítő a 9. évfolyamon angol nyelvből
- Emelt óraszámú oktatás irodalom és történelem tantárgyakból (4 évfolyamos)
- Emelt óraszámú oktatás biológia és kémia tantárgyakból (4 évfolyamos)
- Emelt óraszámú oktatás matematika és informatika tantárgyakból (4 évfolyamos)
- Emelt óraszámú oktatás irodalom és média  tantárgyakból (4 évfolyamos)
- (a 2023-24-es év elteltével az irodalom-történelem és az irodalom-média emelt óraszámú osztályok nem indulnak, ezek beépülnek az angol/német nyelvi osztályba)

## Ismert tanárok, diákok
- Az intézmény első, gimnáziumi érettségit abszolváló, abban az időpontban már mindössze hét fős középiskolai osztályába járt a város közéletének két későbbi vezéralakja is: Sóvágó Gábor (1885–1938) lelkipásztor és Uzonyi György (1885–1967) ügyvéd, 1931-től közel másfél évtizeden át országgyűlési képviselő, aki életét amerikai emigrációban fejezte be.